# The Slow Rush
The Slow Rush é o quarto álbum de estúdio do projeto de música psicodélica australiano Tame Impala, lançado em fevereiro de 2020. Ele sucede o álbum Currents, de 2015, e os singles de 2019 "Patience" e "Borderline", sendo que o último foi o primeiro single do álbum. Assim como nos álbuns anteriores, The Slow Rush foi escrito, gravado, executado e produzido por Kevin Parker. 
No ARIA Music Awards de 2020, o álbum ganhou em cinco categorias: Álbum do Ano, Melhor Grupo, Melhor Álbum de Rock, Engenheiro do Ano e Produtor do Ano (sendo as duas últimas pela produção de Parker). O álbum também recebeu uma indicação para Melhor Álbum de Música Alternativa no Grammy Awards de 2021, enquanto "Lost In Yesterday" foi indicada para Melhor Canção de Rock.
Em outubro de 2021, a banda anunciou que uma edição deluxe em formato box set seria lançada em fevereiro de 2022, contendo lados B e remixes do álbum. Esta versão apresenta remixes de Four Tet e Blood Orange, entre outros, além de uma participação especial do rapper Lil Yachty.

## Antecedentes
Em uma entrevista ao Uproxx, Kevin Parker disse que sua maior lição ao produzir tanto o álbum anterior do Tame Imapala, Currents (2015), quanto The Slow Rush, foi confiar em seus instintos. "Não quero me esforçar demais pela música. Cada vez mais, isso está se tornando uma característica da música que me dá alergia". Na mesma entrevista, também foi revelado que um dos objetivos de The Slow Rush era "tentar usar elementos de mundos totalmente diferentes, da maneira que um produtor de hip hop faria. Para ser quase como uma colagem."
Durante uma entrevista à revista Billboard, Parker disse que se inspirou na trajetória de carreira do "super produtor" Max Martin e que deseja entrar gradualmente no mundo da música pop.

## Gravação e produção
Enquanto escrevia músicas para o álbum em 2018, em Los Angeles, Califórnia, Parker precisou fugir de uma casa alugada via Airbnb em Malibu devido a incêndios florestais generalizados. Ele escapou apenas com seu laptop, um disco rígido e seu baixo Höfner vintage dos anos 1960; o restante de seu equipamento na casa foi destruído.
Depois de lançar os singles "Patience" e "Borderline" — o primeiro aparecendo apenas na edição bônus, o último incluso na lista de faixas em uma versão remixada — em março e abril de 2019, o lançamento do álbum foi adiado. As duas músicas foram apresentadas pela primeira vez ao vivo no Saturday Night Live em 28 de março de 2019 e receberam elogios da crítica.
Em julho de 2019, em uma entrevista ao The New York Times, Parker disse: "Parte da coisa sobre eu começar a escrever um disco é que eu preciso me sentir sem valor de novo para querer fazer música". Em outubro de 2019, um vídeo apareceu no site da banda e, no dia 25 de outubro, o vídeo foi expandido para anunciar o título do álbum e o ano de lançamento. O vídeo mostra Parker no estúdio de gravação, bem como trechos de músicas inéditas, que mais tarde seriam incluídas no álbum como segmentos da faixa "Tomorrow's Dust".
"Borderline" foi alterada/remasterizada após uma sessão de audição em novembro de 2019. Em 18 de dezembro de 2019, Parker revelou em uma entrevista com Annie Mac no programa Future Sounds da BBC Radio 1 que essa nova versão de "Borderline" estaria no álbum The Slow Rush.  Ao lançar o álbum, ele brincou se referindo ao single original como a "velha 'Borderline'".

## Faixas
Todas as faixas escritas e compostas por Kevin Parker. 
| The Slow Rush – Edição padrão |                          |         |  |
| N.º                           | Título                   | Duração |  |
| 1.                            | "One More Year"          | 5:22    |  |
| 2.                            | "Instant Destiny"        | 3:13    |  |
| 3.                            | "Borderline"             | 3:57    |  |
| 4.                            | "Posthumous Forgiveness" | 6:05    |  |
| 5.                            | "Breathe Deeper"         | 6:12    |  |
| 6.                            | "Tomorrow’s Dust"        | 5:25    |  |
| 7.                            | "On Track"               | 5:00    |  |
| 8.                            | "Lost in Yesterday"      | 4:09    |  |
| 9.                            | "Is It True"             | 3:58    |  |
| 10.                           | "It Might Be Time"       | 4:33    |  |
| 11.                           | "Glimmer"                | 2:08    |  |
| 12.                           | "One More Hour"          | 7:13    |  |
| Duração total:                | Duração total:           | 57:15   |  |

| The Slow Rush – Edição japonesa (faixa bônus) |                |         |  |
| N.º                                           | Título         | Duração |  |
| 13.                                           | "Patience"     | 4:52    |  |
| Duração total:                                | Duração total: | 62:07   |  |

| The Slow Rush – The Slow Rush B-Sides & Remixes |                                        |         |  |
| N.º                                             | Título                                 | Duração |  |
| 1.                                              | "The Boat I Row"                       | 3:58    |  |
| 2.                                              | "No Choice"                            | 3:41    |  |
| 3.                                              | "Breathe Deeper" (Lil Yachty Remix)    | 4:48    |  |
| 4.                                              | "One More Year" (Edição Extendida NTS) | 17:48   |  |
| 5.                                              | "Patience" (Maurice Fulton Remix)      | 6:01    |  |
| 6.                                              | "Is It True" (Four Tet Remix)          | 5:25    |  |
| 7.                                              | "Borderline" (Blood Orange Remix)      | 7:17    |  |
| 8.                                              | "Patience"                             | 4:52    |  |
| Duração total:                                  | Duração total:                         | 53:59   |  |

| The Slow Rush – Edição deluxe (faixas bônus) |                                        |         |  |
| N.º                                          | Título                                 | Duração |  |
| 1.                                           | "One More Year" (Edição Extendida NTS) | 17:48   |  |
| 2.                                           | "Patience" (Maurice Fulton Remix)      | 6:01    |  |
| 3.                                           | "Patience"                             | 4:52    |  |
| 4.                                           | "Is It True" (Four Tet Remix)          | 5:25    |  |
| 5.                                           | "Breathe Deeper" (Lil Yachty Remix)    | 4:48    |  |
| 6.                                           | "Borderline" (Blood Orange Remix)      | 7:17    |  |
| 7.                                           | "The Boat I Row"                       | 3:58    |  |
| 8.                                           | "No Choice"                            | 3:41    |  |
| Duração total:                               | Duração total:                         | 53:59   |  |

## Recepção da crítica
| Críticas profissionais | Críticas profissionais |
| Pontuações agregadas   | Pontuações agregadas   |
| Fonte                  | Avaliação              |
| ---------------------- | ---------------------- |
| AnyDecentMusic?        | 7,6/10                 |
| Metacritic             | 79/100                 |
| Avaliações da crítica  |                        |
| Fonte                  | Avaliação              |
| AllMusic               | [ 29 ]                 |
| The A.V. Club          | C+                     |
| The Daily Telegraph    | [ 4 ]                  |
| Exclaim!               | 6/10                   |
| The Guardian           | [ 32 ]                 |
| The Independent        | [ 33 ]                 |
| NME                    | [ 34 ]                 |
| Pitchfork              | 8.0/10                 |
| Q                      | [ 35 ]                 |
| Rolling Stone          | [ 36 ]                 |

The Slow Rush foi recebido com críticas positivas de fãs e críticos musicais. No Metacritic, que resume as avaliações dos álbuns pelos principais críticos populares em uma escala de cem pontos, o disco recebeu uma média de 79 pontos de aprovação, com base em 30 resenhas recolhidas. O agregador AnyDecentMusic? atribuiu uma nota de 7,6 de 10, baseada na avaliação do consenso crítico.
Jillian Mapes da Pitchfork escreveu que "The Slow Rush é uma obra extraordinariamente detalhada, cujas influências alcançam cantos específicos das últimas seis décadas". O escritor da NPR, Tom Moon, acrescentou: "Enquanto todo mundo no ramo das músicas cativantes parece estar correndo em círculos, [Parker] está lá fora, sem remorso, se divertindo e criando novos sistemas de entrega para sua própria marca exótica de euforia sonora."
Zack Ruskin, da Variety, também fez uma avaliação positiva: "The Slow Rush é indiscutivelmente o trabalho mais completo e satisfatório de Parker até hoje. Embora liricamente o álbum pareça um pouco escapista, Parker gosta de operar em algum lugar no meio, explorando o pessoal, mas muitas vezes apenas como parte de uma meditação maior." Ruskin finalizou afirmando: "The Slow Rush prova que Parker conquistou todo o tempo que precisa."
Em uma avaliação de final de ano, Vincent Arrieta, do Dallas Observer, apontou a relevância dos temas de The Slow Rush após a pandemia de COVID-19, dizendo: "The Slow Rush expressa ansiedade sobre a natureza do próprio ano; o fato de que nosso tempo foi roubado de nós enquanto tínhamos mais tempo do que nunca", e chamou The Slow Rush de "O álbum definidor de 2020." Arrieta também destacou "On Track" como um ponto alto, chamando-a de "Indiscutivelmente a obra-prima do Tame Impala."
Kitty Empire do The Guardian afirmou: "É seguro dizer que The Slow Rush só vai expandir o público do Tame Impala". Por outro lado, em uma crítica mista do The A.V. Club, Max Freedman deu ao álbum uma nota C+ e escreveu que "não é tão interessante quanto seus antecessores em termos de composição e produção, e essa lacuna torna as fraquezas líricas de Parker mais difíceis de ignorar."

### Elogios
| Crítico/Publicação | Lista                                       | Classificação | Ref.   |
| ------------------ | ------------------------------------------- | ------------- | ------ |
| Billboard          | Os 50 melhores álbuns de 2020 – Meio do ano | —             | [ 40 ] |
| Complex            | Os 50 melhores álbuns de 2020 – Meio do ano | 2             | [ 41 ] |
| NPR                | Os 50 melhores álbuns de 2020               | 24            | [ 42 ] |
| Stereogum          | Os 50 melhores álbuns de 2020 – Meio do ano | 34            | [ 43 ] |
| Under the Radar    | Top 100 álbuns de 2020                      | 21            | [ 44 ] |
| Variety            | Os 50 melhores álbuns de 2020 – Meio do ano | —             | [ 45 ] |

## Ficha técnica
Tame Impala
- Kevin Parker – todos os vocais e instrumentos; composição, performance, produção, mixagem, conceito da capa, direção criativa

Produção
- Greg Calbi e Steve Fallone – masterização
- Glen Goatze – coprodução executiva

Produção artística
- Neil Krug – fotografia, design, conceito da capa, direção criativa

## Desempenho nas paradas musicais
| Parada musical (2020)                   | Melhor posição |
| --------------------------------------- | -------------- |
| Alemanha (Offizielle Top 100)           | 7              |
| Austrália (ARIA)                        | 1              |
| Áustria (Ö3 Austria)                    | 9              |
| Bélgica (Ultratop de Flandres)          | 2              |
| Bélgica (Ultratop de Valônia)           | 6              |
| Canadá (Canadian Albums Chart)          | 3              |
| Croácia (HDU)                           | 10             |
| Dinamarca (Hitlisten)                   | 7              |
| Escócia (OCC)                           | 1              |
| Espanha (PROMUSICAE)                    | 6              |
| Estados Unidos (Billboard 200)          | 3              |
| Estados Unidos (Top Alternative Albums) | 1              |
| Estados Unidos (Top Rock Albums)        | 1              |
| Estados Unidos (Top Tastemaker Albums)  | 1              |
| Estónia (Eesti Tipp-40)                 | 3              |
| Finlândia (Suomen virallinen lista)     | 12             |
| França (SNEP)                           | 11             |
| Grécia (IFPI Grécia)                    | 31             |
| Irlanda (OCC)                           | 3              |
| Itália (FIMI)                           | 20             |
| Japão (Oricon)                          | 62             |
| Lituânia (AGATA)                        | 4              |
| Noruega (VG-lista)                      | 5              |
| Nova Zelândia (Recorded Music NZ)       | 3              |
| Países Baixos (Album Top 100)           | 2              |
| Polónia (ZPAV)                          | 37             |
| Portugal (AFP)                          | 1              |
| Reino Unido (UK Albums Chart)           | 3              |
| Suécia (Sverigetopplistan)              | 8              |
| Suíça (Schweizer Hitparade)             | 3              |

| Parada musical (2020)                   | Posição |
| --------------------------------------- | ------- |
| Austrália (ARIA)                        | 19      |
| Bélgica (Ultratop de Flandres)          | 45      |
| Bélgica (Ultratop de Valônia)           | 181     |
| Estados Unidos (Top Alternative Albums) | 19      |
| Estados Unidos (Top Rock Albums)        | 39      |

## Certificações
| Região                                                        | Certificação | Unidades/Vendas certificadas |
| ------------------------------------------------------------- | ------------ | ---------------------------- |
| Austrália (ARIA)                                              | Ouro         | 35 000‡                      |
| Estados Unidos (RIAA)                                         | Ouro         | 500 000‡                     |
| Polónia (ZPAV)                                                | Ouro         | 10 000‡                      |
| Reino Unido (BPI)                                             | Ouro         | 100 000‡                     |
| ‡números de vendas+streaming baseados apenas na certificação. |              |                              |